# Финли (река)
Финли (англ. Finlay River) — река в Канаде. Протекает по территории центральной и северной Британской Колумбии . Начинается в озере Тутаде горах Оминека, течёт сначала на север, затем поворачивает на юг и впадает в водохранилище Уиллистон, где берёт начало река Пис.
Длина 420 километров. Бассейн 43 тыс. км². Средний расход воды 600 м³/сек.
Вдоль реки отсутствуют крупные населённые пункты, но есть небольшое индейское поселение Форт-Вере, расположенный у устья реки Варнерфорд. Река названа в честь исследователя Джона Финли, который впервые увидел её в 1797 году.